# Nattvardsbarnen
Nattvardsbarnen är en dikt, som författades 1820 av Esaias Tegnér.
När Tegnér skrev Frithiofs saga omkring 1819 hade han blivit allt mer påverkad av Goethe och det märks även i Nattvardsbarnen; diktens första rad, "Pingst, hänryckningens dag, var inne" är ett ordagrant lån från Goethes Reineke Fuchs: "Pfingsten, das liebliche Fest, war gekommen!"
Nattvardsbarnen är skriven någon gång under 1820 men närmare bestämt när är inte känt. Tegnér lät trycka dikten på Berlingska tryckeriet i Lund strax före jul och den 21 januari 1821 skickade han dikten till Geijer med de närmast urskuldande orden: "Här anses det för alldeles misslyckat och säges vara Katkesen i Hexametrar. Det är väl möjligt, men jag kan nu ej hjälpa det."
I dikten finns det många exempel på Tegnérs bibelstudier. Versen "[...]och det nya Jerusalem sjunker präktigt med portarna tolf, i gyllene skyar, till jorden." hänvisar till Uppenbarelsebokens 21:a kapitel. Enligt en rad i de första upplagan som sedan ströks utspelas dikten i Värmland. "Den värdige lärarn" är biskopen i Karlstad. Versen "[...] och med en röst föll församlingen in och sjöng ett evärdeligt qväde af den höge Wallin, af Davidsharpan i Norden." är en hänvisning till psalmförfattaren Johan Olof Wallin som Tegnér beundrade. Namnet "Hörberg" är en referens till målaren Pehr Hörberg som målade många altartavlor.
Tegnér skickade dikten till sin brevvän Martina von Schwerin. Hon lovordade dikten och menade att hon inte har läst något annat av Tegnér som haft "en så jämn hållning och gjort ett så rörande intryck. En nationell idyll, med upphöjd tendens utan att för den skull mista något av den enkelhet som är idyllens kännetecken."
Dikten är skriven på hexameter och skildrar en konfirmation. I centrum står en gammal präst som predikar en ljus och innerlig kristen tro av samma oskuldsfulla karaktär som Tegnérs egen. Det är alltså framför allt en lärodikt där trons centrala innehåll förklaras under en idyllisk, berättande yttre form. En liten dramatiserande poäng ligger i att prästen under konfirmationen får en ingivelse att tidigarelägga nattvardsgången en vecka. Här bryts idyllen plötsligt ett ögonblick av påminnelsen om att tiden hastar för alla:[källa behövs]
"---
Skulle nu ändas hans värf för i dag; den kommande söndag
var för de unga bestämd att begå den heliga nattvard.
Plötsligt, som träffad ur skyn, stod läraren stilla och lade
handen på pannan och blickade upp: gudomliga tankar
flögo igenom hans själ, och förunderligt glänste hans ögon.
»Nästa söndag, hvem vet, kanske jag hvilar i grafven,
kanske någon af er, en lilja bruten i förtid,
sänker sitt hufvud till jord; hvi dröjer jag, stunden är inne!
---"